# Коренец (Московская область)
Корене́ц — деревня в Шатурском муниципальном районе Московской области, в составе сельского поселения Пышлицкое. Расположена в юго-восточной части Московской области в 2,5 км к юго-западу от озера Святого. Население — 4 чел. (2013). Деревня известна с 1628 года. Входит в культурно-историческую местность Ялмать.

## Название
В письменных источниках деревня упоминается как Коренец. Название связано с некалендарным личным именем Коренец. Также существует предположение о происхождении названия деревни от термина корь — «расчищенное под пашню место» или «расчищенное и вновь заросшее лесом место».

## Физико-географическая характеристика
Деревня расположена в пределах Мещёрской низменности, относящейся к Восточно-Европейской равнине, на высоте 114 м над уровнем моря. Рельеф местности равнинный. С севера, запада и юга деревня окружена полями. К востоку от деревни расположен государственный природный заказник «Озера Имлес и Дубовое с заболоченными берегами», площадью 2100 га. Здесь гнездятся и останавливаются во время миграции многие редкие и охраняемые птицы (орлан-белохвост, беркут, скопа, большой подорлик, серый журавль, глухарь и др.). В 2,5 км к северо-востоку от деревни расположено озеро Святое, исток реки Пры.
По автомобильной дороге расстояние до МКАД составляет около 174 км, до районного центра, города Шатуры, — 59 км, до ближайшего города Спас-Клепики Рязанской области — 29 км, до границы с Рязанской областью — 13 км. Ближайший населённый пункт — деревня Зименки, расположенная в 1 км к юго-западу от Коренца.
Деревня находится в зоне умеренно континентального климата с относительно холодной зимой и умеренно тёплым, а иногда и жарким, летом. В окрестностях деревни распространены торфянисто- и торфяно-подзолистые и торфяно-болотные почвы с преобладанием суглинков и глин.
В деревне, как и на всей территории Московской области, действует московское время.

## История

### С XVII века до 1861 года
В XVII веке деревня Коренец входила в Шеинскую кромину волости Муромское сельцо Владимирского уезда Замосковного края Московского царства. Первым известным владельцем деревни был Яков Рупосов. В 7136 (1627/28) году поместье получил Степан Ефимьевич Лутовинин (прозвище Третьяк). В писцовой книге Владимирского уезда 1637—1648 гг. Коренец описывается как деревня на суходоле с одним двором, при деревне имелись пахотные земли среднего качества и сенокосные угодья:

Деревня Коренец на суходоле, а в ней двор крестьянин Герасимко Исаев да брат его Гришка, у Герасимка дети Ивашка, да Тимошко, да Лучка, у Гришки дети Сенка, да Микулка, да Трофимко, да приемыш их Никитка Ананьин сын Бауков. Пашни паханые середние земли и с тем, что на Курове двадцать четвертей, да лесом поросли отъезжие пашни на Курове, да на Семеновице четыре четверти в поле, а в дву по тому ж; сена около поль двадцать копен
После смерти Степана Лутовинина его поместье унаследовали его дети Давыд, Артемий и Прокофий.
В результате губернской реформы 1708 года деревня оказалась в составе Московской губернии. После образования в 1719 году провинций деревня вошла во Владимирскую провинцию, а с 1727 года — во вновь восстановленный Владимирский уезд.
В 1778 году образовано Рязанское наместничество (с 1796 года — губерния). Впоследствии вплоть до начала XX века Коренец входил в Егорьевский уезд Рязанской губернии.
В Экономических примечаниях к планам Генерального межевания, работа над которыми проводилась в 1771—1781 гг., деревня описана следующим образом:

Деревня Коренец, Марьи Ивановой дочери Загряжской, Татьяны Леонтьевой дочери Поликарповой (10 дворов, 40 мужчин, 41 женщина) — на суходоле, земля пещаная, хлеб и покосы средственны, лес дровяной, крестьяне на пашне
В последней четверти XVIII века деревня принадлежала майору Петру Александровичу Загряжскому, с 1797 года — Татьяне Акимовне Поликарповой. В 1812 году деревней владел помещик Свечин.
По данным X ревизии 1858 года, деревня принадлежала Нине Петровне Ермоловой. По сведениям 1859 года Коренец — владельческая деревня 2-го стана Егорьевского уезда по левую сторону Касимовского тракта, при безымянном озере. На момент отмены крепостного права владелицей деревни была помещица Полозова.

### 1861—1917
После реформы 1861 года из крестьян деревни было образовано одно сельское общество, которое вошло в состав Лекинской волости.
В 1885 году был собран статистический материал об экономическом положении селений и общин Егорьевского уезда. В деревне было общинное землевладение. Земля была поделена по работникам. Практиковались переделы пашни. Луга делились ежегодно. В общине был дровяной лес, который рубили ежегодно и делили его на корню. Надельная и сверхнадельная земля состояла из 2-х участков. Дальние полосы отстояли от деревни в 3 верстах. Пашня была разделена на 75 участков. Длина душевых полос от 5 до 30 сажень, а ширина от 2 до 4 аршин. Земли не хватало, и 17 домохозяев арендовали 10,5 десятин луга за 42 рубля, от 3 до 5 рублей за десятину.
Почвы были супесчаные и илистые. Пашни ровные, но низменные и сырые. Отдельных лугов не было, траву косили в лесу или по болотам. Прогоны были удобные. В деревне был небольшой пруд и 10 колодцев с хорошей и постоянной водой. Своего хлеба не хватало, поэтому его покупали в селе Спас-Клепиках. Сажали рожь, овёс, гречиху и картофель. У крестьян была 31 лошадь, 83 коровы, 208 овец, 43 свиньи, а также 33 колодки пчёл, плодовых деревьев не было. Избы строили деревянные, крыли деревом и железом, топили по-белому.
Деревня входила в приход села Шеино (Казанское). Ближайшая школа находилась в деревне Леке. На общественной земле около деревни Ново-Черкасово имелся кабак. Главным местным промыслом среди женщин было вязание сетей для рыбной ловли. Мужчины ловили рыбу, кроме того был местный плотник, пастух, сторож и два постоянных рыболова. Многие мужчины занимались отхожими промыслами. На заработки уходил 51 плотник преимущественно в Зуево (ныне часть города Орехово-Зуево) и Москву.
По данным 1905 года основным отхожим промыслом в деревне оставалось плотничество. Ближайшее почтовое отделение и земская лечебница находились в селе Архангельском.
В русско-японской войне 1904—1905 гг. участвовал уроженец деревни Кузин Дмитрий Андреевич, служивший матросом на эскадренном броненосце «Наварин». В мае 1905 года Кузин Д. А. участвовал в Цусимском сражении, попал в плен, а после окончания войны вернулся из Японии в Россию.

### 1917—1991
В 1919 году деревня Коренец в составе Лекинской волости была передана из Егорьевского уезда во вновь образованный Спас-Клепиковский район Рязанской губернии. В 1921 году Спас-Клепиковский район был преобразован в Спас-Клепиковский уезд, который в 1924 году был упразднён. После упразднения Спас-Клепиковского уезда деревня передана в Рязанский уезд Рязанской губернии. В 1925 году произошло укрупнение волостей, в результате которого деревня оказалась в укрупнённой Архангельской волости. В ходе реформы административно-территориального деления СССР в 1929 году деревня вошла в состав Дмитровского района Орехово-Зуевского округа Московской области. В 1930 году округа были упразднены, а Дмитровский район переименован в Коробовский.
В 1930 году деревня Коренец входила в Зименковский сельсовет Коробовского района Московской области.
В начале 30-х годов в деревне был организован колхоз «Чайка», впоследствии — 3-го решающего года пятилетки. Известные председатели колхоза: Кутырёв И. (1934—1935 гг.), Колобов (1942 год), Широкова (1946—1948 гг.).
В 1930—1960-х гг. дети из деревни Коренец посещали семилетнюю (позже — восьмилетнюю) школу в Якушевичах.
Во время Великой Отечественной войны в армию были призваны 43 жителя деревни. Из них 20 человек погибли, 13 пропали без вести. Четверо уроженцев деревни были награждены боевыми орденами и медалями:
- Французов Александр Иванович (1926 г. р.) — призван в 1943 году, служил в звании красноармейца в 140-м стрелковом полку 47-й стрелковой дивизии, демобилизован по ранению в 1944 году, был награждён орденом Отечественной войны I степени и медалью «За победу над Германией»;
- Французов Никита Акимович (1910 г. р.) — призван в 1941 году, служил в 13-м отдельном плотницком батальоне 240-й стрелковой дивизии, демобилизован в 1950 году в звании старшего сержанта, был награждён медалью «За победу над Германией»;
- Чайков Алексей Кузьмич (1925 г. р.) — призван в 1943 году, служил в звании красноармейца в 75-м стрелковом полку 26-й гвардейской стрелковой дивизии, демобилизован в 1948 году, был награждён орденом Отечественной войны II степени, орденом Славы III степени, медалями «За взятие Кёнигсберга» и «За победу над Германией»;
- Шилин (1911 г. р.) — призван в 1941 году, служил в звании красноармейца в 15-м отдельном плотницком батальоне, демобилизован в 1945 году, был награждён орденом Отечественной войны II степени, медалями «За оборону Москвы» и «За победу над Германией»[32].

В 1951 году было произведено укрупнение колхозов, в результате которого деревня Коренец вошла в колхоз «Путь к коммунизму».
В 1954 году деревня была передана из упразднённого Зименковского сельсовета в Лекинский сельсовет.
3 июня 1959 года Коробовский район был упразднён, Лекинский сельсовет передан Шатурскому району.
В 1960 году был создан совхоз «Пышлицкий», в который вошли все соседние деревни, в том числе Коренец.
С конца 1962 года по начало 1965 года Коренец входил в Егорьевский укрупнённый сельский район, созданный в ходе неудавшейся реформы административно-территориального деления, после чего деревня в составе Лекинского сельсовета вновь передана в Шатурский район.

### С 1991 года
В 1994 году в соответствии с новым положением о местном самоуправлении в Московской области Лекинский сельсовет был преобразован в Лекинский сельский округ. В 2004 году Лекинский сельский округ был упразднён, а его территория включена в Пышлицкий сельский округ. В 2005 году образовано Пышлицкое сельское поселение, в которое вошла деревня Коренец.

## Население
| 1790 | 1812 | 1858 | 1859 | 1868 | 1885 | 1905 |
| ---- | ---- | ---- | ---- | ---- | ---- | ---- |
| 81   | ↗110 | ↗149 | →149 | ↗184 | ↗256 | ↗312 |
| 1970 | 1993 | 2002 | 2006 | 2010 | 2011 | 2013 |
| ↘97  | ↘20  | ↘12  | ↘9   | ↘6   | →6   | ↘4   |

Первые сведения о жителях деревни встречаются в писцовой книге Владимирского уезда 1637—1648 гг., в которой учитывалось только податное мужское население (крестьяне и бобыли). В деревне Коренец был один крестьянский двор, в котором проживало 9 мужчин.
В переписях за 1790, 1812, 1858 (X ревизия), 1859 и 1868 годы учитывались только крестьяне. Число дворов и жителей: в 1790 году — 10 дворов, 40 муж., 41 жен.; в 1812—110 чел.; в 1850 году — 21 двор; в 1858 году — 73 муж., 76 жен.; в 1859 году — 22 двора, 73 муж., 76 жен.; в 1868 году — 23 двора, 85 муж., 99 жен.
В 1885 году был сделан более широкий статистический обзор. В деревне проживало 256 крестьян (39 дворов, 126 муж., 130 жен.), из 39 домохозяев один не имели своего двора, а у другого было две избы. На 1885 год грамотность среди крестьян деревни составляла 7 % (19 человек из 256), также 2 мальчика посещали школу.
В 1905 году в деревне проживало 312 человек (45 дворов, 148 муж., 164 жен.). Со второй половины XX века численность жителей деревни постепенно уменьшалась: в 1970 году — 41 двор, 97 чел.; в 1993 году — 22 двора, 20 чел.; в 2002 году — 12 чел. (4 муж., 8 жен.).
По результатам переписи населения 2010 года в деревне проживало 6 человек (4 муж., 2 жен.), из которых трудоспособного возраста — 1 человек, старше трудоспособного — 5 человек.
Жители деревни по национальности русские (по переписи 2002 года — 100 %).
Деревня входила в область распространения Лекинского говора, описанного академиком А. А. Шахматовым в 1914 году.

## Социальная инфраструктура
Ближайший магазин, сельский клуб и библиотека расположены в деревне Шеино. Медицинское обслуживание жителей деревни обеспечивают фельдшерско-акушерский пункт в Шеино, Пышлицкая амбулатория, Коробовская участковая больница и Шатурская центральная районная больница. Ближайшее отделение скорой медицинской помощи расположено в Дмитровском Погосте. Коренец закреплён за Пышлицкой средней общеобразовательной школой, однако детей школьного возраста в деревне нет.
Пожарную безопасность в деревне обеспечивают пожарные части № 275 (пожарные посты в селе Дмитровский Погост и деревне Евлево) и № 295 (пожарные посты в посёлке санатория «Озеро Белое» и селе Пышлицы).
Деревня электрифицирована, но не газифицирована. Центральное водоснабжение отсутствует, потребность в пресной воде обеспечивается общественными и частными колодцами.
Для захоронения умерших жители деревни, как правило, используют кладбище, расположенное около деревни Погостище. До середины XX века рядом с кладбищем находилась Казанская церковь, в состав прихода которой входила деревня Коренец.

## Транспорт и связь
В 2 км к западу от деревни проходит асфальтированная автомобильная дорога общего пользования Дубасово-Пятница-Пестовская, на которой имеется остановочный пункт маршрутных автобусов «Зименки». От остановки «Зименки» ходят автобусы до города Шатуры и станции Кривандино (маршрут № 27), села Дмитровский Погост и деревни Гришакино (маршрут № 40), а также до города Москвы (маршрут № 327, «Перхурово — Москва (м. Выхино)»). Ближайшая железнодорожная станция Кривандино Казанского направления находится в 49 км по автомобильной дороге.
В деревне доступна сотовая связь (2G и 3G), обеспечиваемая операторами «Билайн», «МегаФон» и «МТС». Ближайшее отделение почтовой связи, обслуживающее жителей деревни, находится в селе Пышлицы.

## Памятники археологии
В течение XX века в окрестностях деревни неоднократно производились археологические раскопки. В результате были обнаружены четыре поселения неолита, эпохи бронзы и раннего железного века, а также курганный могильник эпохи бронзы и стоянка лодок-долблёнок.
Впоследствии памятники археологии были поставлены под государственную охрану:
- Стоянка «Коренец» — объект культурного наследия федерального значения, датированный неолитом. Стоянка расположена на Святом озере, близ деревни Коренец[73].
- Стоянка «Коренец 2» — выявленный объект культурного наследия, датированный 3-м тыс. до н. э. Стоянка расположена в 1 км к востоку от деревни, на западном берегу протоки из озера Святого в озеро Дубовое[74].
- Стоянка «Коренец 3» — выявленный объект культурного наследия, датированный 2-м тыс. до н. э. Стоянка расположена в 0,4 км к северу от северо-восточной окраины деревни на правом берегу реки Пры[75].